# Chemin de Bagatelle
 (mars 2024).
Le chemin de Bagatelle est une voie de Toulouse, chef-lieu de la région Occitanie, dans le Midi de la France.

## Situation et accès

### Description
Le chemin de Bagatelle est une voie publique. Il traverse le quartier du même nom, dans le secteur 2 - Rive gauche.
La chaussée compte une seule voie de circulation automobile à double-sens. Elle est définie comme une zone 30 et la vitesse y est limitée à 30 km/h. Il n'existe pas d'aménagement cyclable.

### Voies rencontrées
Le chemin de Bagatelle rencontre les voies suivantes, dans l'ordre des numéros croissants (« g » indique que la rue se situe à gauche, « d » à droite) :
1. Rue Georges-Vaur (g)
2. Rue du Nivernais (d)
3. Rue de la Charente (g)
4. Rue de la Saintonge (d)
5. Place de la Loire (d)
6. Rue de Picardie (d)
7. Rue de la Gironde (g)
8. Rue de Saint-Gaudens (d)
9. Rue Louis-Vestrepain

## Odonymie
Le chemin tient son nom du château de Bagatelle, auquel il aboutissait (emplacement de l'aire de jeux du parc de Bagatelle). Les terres agricoles qui constituaient le domaine de Bagatelle forment la cité du même nom. En 1964, le château du XVIIIe siècle, vandalisé, fut abattu.

## Patrimoine et lieux d'intérêt
- no  5-7 : lotissement des Castors des Ponts-et-Chaussées.
Un lotissement de Castors est bâti pour le compte d'employés de l'administration des Ponts-et-Chaussées. Il est construit en deux tranches, entre 1954 et 1957, le long de la rue de Saint-Gaudens, puis entre 1957 et 1960, autour de la rue de l'Aspin. Pour la première, qui compte 26 logements, le plan du lotissement et des maisons est donné par les architectes Pierre Viatgé, Fabien Castaing, Alex Labat et Pierre Debeaux[2].